# Sterio Károly
Sterio Károly (Stájerlak, 1821 – Pest, 1862. június 4.), festő, a romantika korának egyik jelentős mestere.

## Életrajz
Sterio Károly emigrált görög családból származott, 1821-ben született Szászkabányán. Tehetsége már kisgyermekkorában megmutatkozott, ezért szülei támogatták, hogy művészi pályára lépjen. Művészeti tanulmányait 1840-től a bécsi Képzőművészeti Akadémián folytatta, ahol tanárai sokat ígérő tehetségnek minősítették. Eleinte itt is telepedett meg, majd Bécsből Münchenbe ment, innen további tanulmányútra indult: bejárta Franciaországot, Olaszországot és Angliát. Hazatérve előbb Pozsonyban dolgozott. Itt festette a Művészek lakomája a Vaskutacskánál és Pozsony mellett 1848-ban című képét. Végül Pesten, az akkori Váci úton műtermet rendezett be. Portréival gyorsan nagyon ismert lett, Pesten keresett arckép- (Széchenyi István, Andrássy Manó) s életképfestő (Papagájos hölgy) volt. Emellett készített sport- és vadászjelenetek ábrázoló műveket.
Az ötvenes években több díszes kiadványt illusztrált, a Vasárnapi Újság számos képének fametszet változatát közölte, ismertetéssel. 1857-ben a pesti szerb templom számára 48 képet készített. Ugyanebben az évben feleségül vette Zitterbarth Klárát, egy leánygyermekük született Gabriella, férjezett Kliegl Józsefné.
Műveit gondos kivitel, biztos rajztudás, anyagszerű festésmód jellemzi. Miniatűrjei Sümegen, egy képe a Magyar Nemzeti Galériában található. Sok aquarellt készített a magyar népéletből, melyek főleg szabatos rajzuk által tűnnek ki. Sterio Károly rövid életében nagyon sokat dolgozott, egyike volt a legtermékenyebb festőknek.

## Képek
| Gulyás színes kőrajz Indulás a vadászatra Juhász színes kőrajz Gyermekek kiskutyával Alföldi szérü színes kőrajz |